# Heart (canción de Do As Infinity)
«Heart» es el segundo sencillo de la banda japonesa Do As Infinity. El sencillo fue lanzado en diciembre de 1999.

## Información
«Heart» es una canción distinta al sencillo anterior "Tangerine Dream"; tiene un toque entre lo oscuro y lo irónico, lo que la hace una canción bastante especial. Las letras, música, y arreglos de la canción una vez más fueron gracias a Dai Nagao, y el lado b del sencillo, "Chiriyuku Yuube" fue más tarde incluida como versión acústica de bonus track para el álbum debut de la banda BREAK OF DAWN".

## Fracaso
Tras el fracaso de "Tangerine Dream", se esperaba que este sencillo debutara en un lugar más alto en los charts Oricon incluyendo algunos puntos para llamar la atención, como fueron remixes electrónicos, algo no muy acorde con el estilo de Do As Infinity, pero al estar esa música de moda en los años '90 el sello disquero lo vio como un plus para ayudar a las ventas. Sin embargo ocurrió todo lo contrario, y el sencillo debutó en el #56 de los charts, ya como el segundo sencillo lanzado y fracaso de la banda; sin duda un no muy buen panorama, pero esto no desanimó a la banda y siguieron trabajando como costumbre.

## Canciones
1. «Heart»
2. «Chiriyuku Yuube» (散りゆく夕辺?)
3. «Heart» (Instrumental)
4. «Chiriyuku Yuube» (Instrumental)
5. «Heart» (Keith Litman's Heart Head Remix)
6. «Tangerine Dream» (Razor N' Guido Remix)
7. «Tangerine Dream» (Dub's keep on Remix)

- Datos: Q1323634